# Rankweil
Rankweil (en dialecto, Rankwil) es una comunidad en el estado federado de Vorarlberg, Austria, con una población de 11.614 habitantes.

## Geografía
Rankweil yace en el Valle del Rin en Vorarlberg, en el distrito de Feldkirch, en la región fronteriza con Suiza (St. Galler Rheintal) y el Principado de Liechtenstein, a una altitud de 468m sobre el nivel del mar.

## Historia
En tiempos del Imperio romano, Rankweil, conocido en aquel entonces como "Vinomna", era un punto importante de tránsito, donde se concentraban muchos de las calzadas del Imperio, entre ellas la que iba desde Coira hasta Augsburgo.
En 1375 los condes de Montfort compraron a los Habsburgo el reino de Feldkirch, Rankweil incluido. Más tarde en la Edad Media, durantze las llamadas guerras de Appenzell (1405-1429), se formaron los territorios estatales que se conocen en la actualidad.
Desde 1805 hasta 1814 Rankweil perteneció, junto con Vorarlberg, a Baviera, para regresar luego a formar parte del territorio de Austria. Rankweil se halla en el estado federado de Vorarlberg desde su fundación en 1861.
Entre 1945 y 1955 el lugar perteneció a la zona bajo control francés en Austria después de la guerra.

### Desarrollo de la población
| Año  | Población |
| ---- | --------- |
| 2006 | 11.824    |
| 2001 | 11.171    |
| 1991 | 10.509    |
| 1981 | 9.926     |
| 1971 | 9.654     |

## Política
El consejo municipal está compuesto de 33 miembros. Luego de la elección del 2005 está compuesto de la siguiente forma:
- ÖVP: 18 puestos.
- Grüne: 10 puestos.
- SPÖ: 3 puestos.
- FPÖ: 2 puestos.

La alcaldesa es Katharina Wöß-Krall.

## Atracciones

### Basílica Rankweil

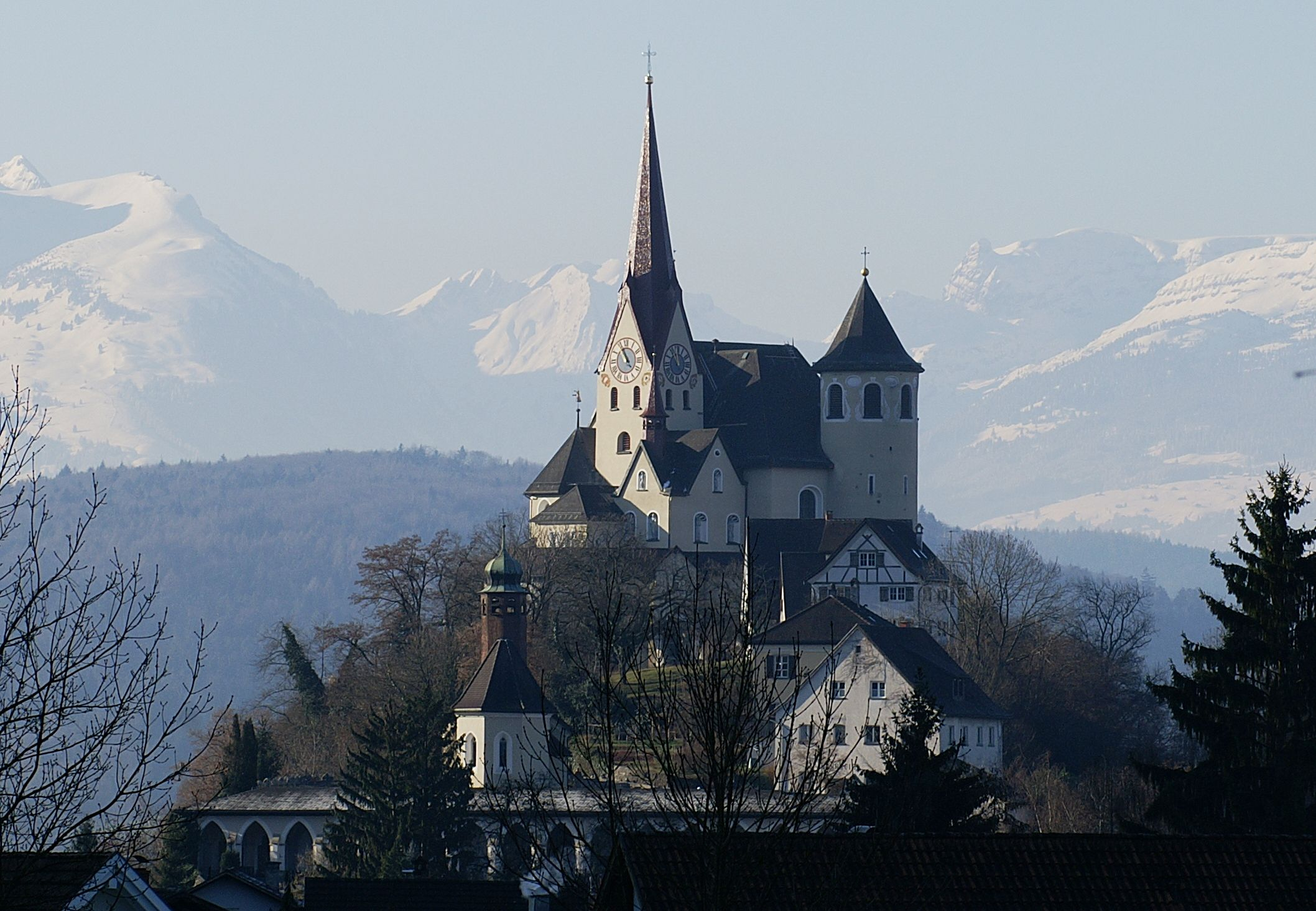
Basílica de Rankweil Unserer Lieben Frauen Mariä Heimsuchung

La basílica de Rankweil (en alemán, Unserer Lieben Frauen Mariä Heimsuchung) tuvo sus inicios en la temprana Edad Media. Desde el siglo IX la iglesia fue el centro de una gran parroquia. En 1657-58 la famosa Capilla de Loreto fue edificada por Michael Beer. Desde 1816 Rankweil pertenece a la Diócesis de Coira.

## Deportes
Esta localidad es la sede del equipo ciclista profesional Team Vorarlberg.
- Datos: Q871383
- Multimedia: Rankweil / Q871383

1. ↑  Worldpostalcodes.org, código postal n.º 6830.